# Klaus Gruner
Klaus Gruner   (Bad Frankenhausen, 22 d'agost de 1952) fou un jugador d'handbol alemany que va competir sota bandera de la República Democràtica Alemanya durant les dècades de 1970 i 1980.
Amb la selecció de la República Democràtica Alemanya jugà 112 partits, en què marcà 295 gols. El 1974 guanyà la medalla de plata al Campionat del món d'handbol i el 1978 la de bronze. El 1980 va prendre part en els Jocs Olímpics de Moscou, on guanyà la medalla d'or en la competició d'handbol. A nivell de clubs jugà al SC Leipzig, l'ASK Vorwärts Frankfurt i el SVKE Britz. Amb el Leipzig guanyà la lliga de la República Democràtica Alemanya de 1972. Posteriorment va exercir d'entrenador en categories de formació.
El 1980 va ser guardonat amb l'Ordre del Mèrit Patriòtic de plata.